# یودوگاوا

بخش یودوگاوا (به ژاپنی: 淀川区 Yodogawa-ku) یکی از مناطق ۲۴ گانه اوساکا در ژاپن است.